# 愛知学院大学歯学部歯科資料展示室
愛知学院大学 歯学部歯科資料展示室（あいちがくいんだいがく しがくぶしかしりょうてんじしつ）は愛知県名古屋市千種区楠元町の愛知学院大学構内にある博物館。

## 沿革[1]
- 1986年（昭和61年）- 楠元キャンパスに置かれていた大学図書館の「歯学部分館」に設置された資料展示室を前身とする。
- 1989年（平成元年）- 歯学部に移管。
- 1995年（平成7年）- 歯学部創立35周年記念事業として「歯科資料展示室」を開室。

10月 - 特別展「世界・日本の咬合器」を開催
- 2006年（平成18年）- 博物館類似施設として登録、

- 愛知県博物館協会に加盟。
- 2008年（平成20年）- 大学博物館等協議会に加盟
- 2009年（平成21年）- 図書館棟の耐震工事に伴い展示室もリニューアル。
- 2010年（平成22年）4月 - 日本博物館協会に加入。

10月 - 名古屋市科学館COP10記念企画展「生物多様性～あいちのニホンカモシカ」に協力
11月 -「歯学部創立50周年記念特別展」を開催
- 2012年（平成24年）4月 - 特別展「透明標本の世界」を開催
- 2015年（平成26年）3月 - 特別展「補綴を知ろう」を開催
- 2016年（平成27年）4月 - 特別展「ムシ歯予防 昭和のポスター展 Part1」を開催
- 2017年（平成28年）4月 - 特別展「ムシ歯予防 昭和のポスター展 Part2」を開催
- 2018年（平成29年）4月 - 特別展「形から見る 生き物の成長と発育」を開催
- 2019年（令和元年）4月 - 特別展「歯の神様－神さま・仏さま・歯医者さま－」を開催
- 2022年（令和2年） - 全国科学博物館協議会に加盟

## 展示資料[1]
- 世界・日本の口腔清掃用具
- 歯科用機械・器具
- 義歯
- 口腔衛生教材・ポスター
- 動物の歯
- 愛知県産ニホンカモシカの頭骨
- 図書

江戸時代の木製義歯や、歯の模型・咬合器など歯に関する資料展示のほか「学生教育活動」として学生の学習・研究の援助を、また「社会教育活動」として『歯のびっくりサイエンス』と題した小中学生対象の学習支援活動や、一般を対象とした実験や講話を実施している。
また、ニホンカモシカの頭骨標本は2010年度時点で1,200個体を保有し、これらを元に形態学や遺伝子に関する生物多様性研究なども行なっている。

## 開館時間[1]
火曜日・金曜日  10:00～16：00 入場無料（電話・メールでの事前予約制）

※年末年始は大学の休みに準じます。